# St.-Bartholomäus-Kirche (Damgarten)

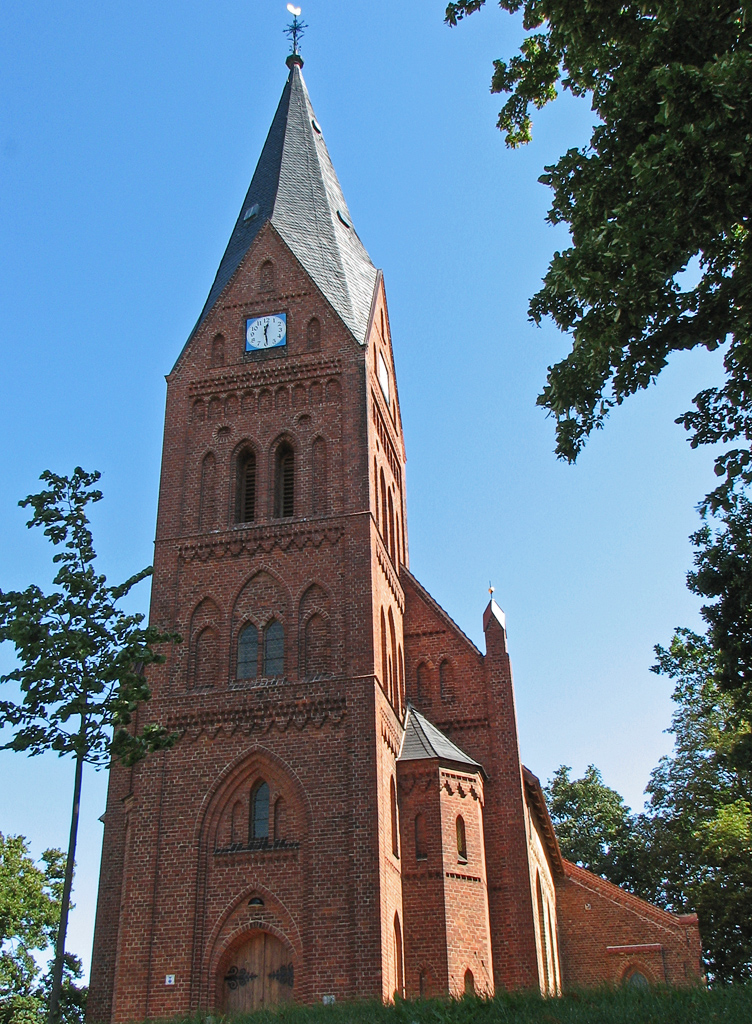
St. Bartholomäuskirche in Damgarten

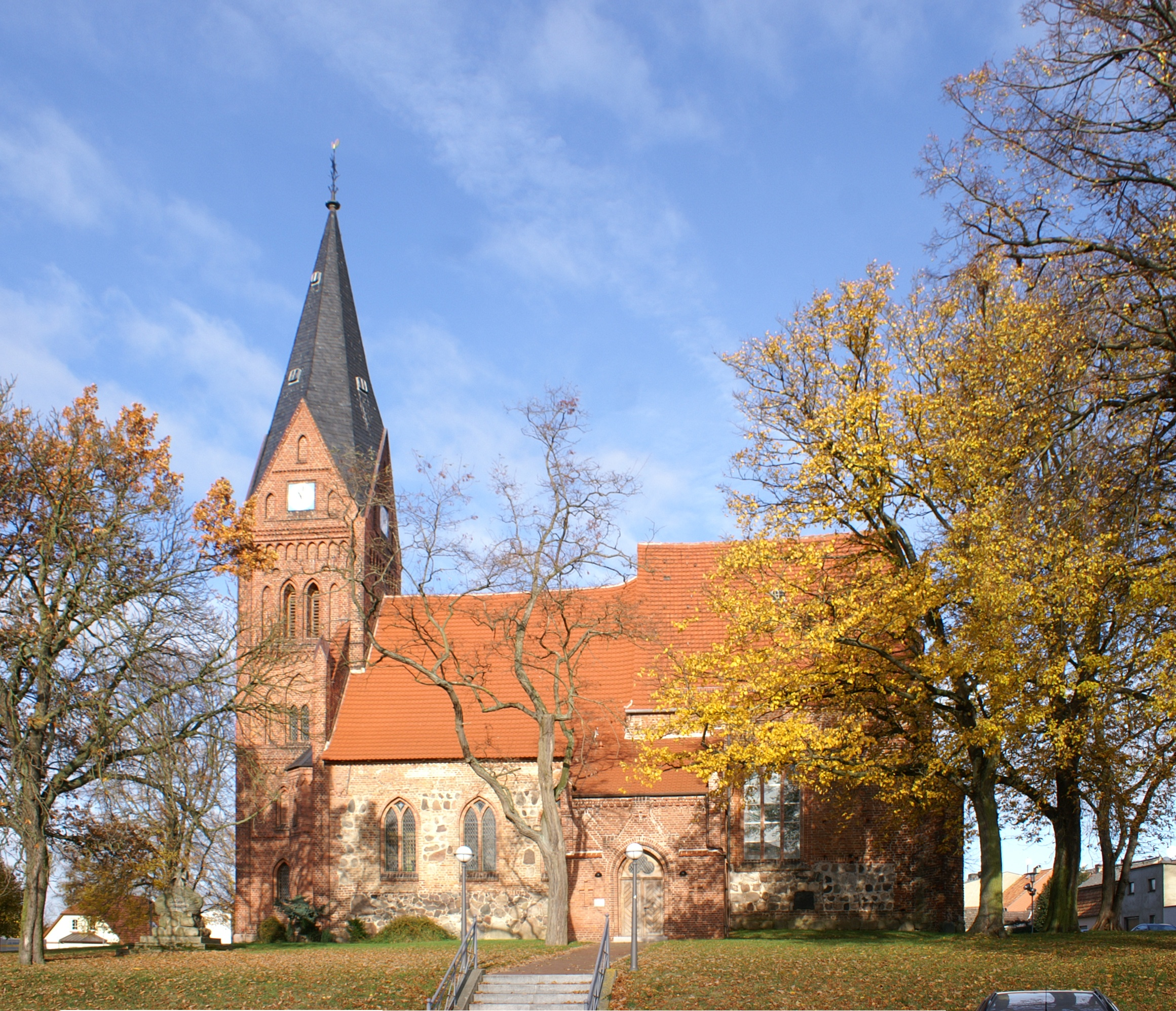
Südansicht St. Bartholomäus

Die evangelische St.-Bartholomäus-Kirche ist eine aus dem 13. Jahrhundert stammende Kirche im vorpommerschen Ortsteil Damgarten der Stadt Ribnitz-Damgarten. Die St.-Bartholomäus-Kirchgemeinde gehört seit 2012 zur Propstei Stralsund im Pommerschen Evangelischen Kirchenkreis der Evangelisch-Lutherischen Kirche in Norddeutschland. Vorher gehörte sie zum Kirchenkreis Stralsund der Pommerschen Evangelischen Kirche.

## Lage
Die Kreisstraße 2 führt als Barther Straße in Nord-Süd-Richtung durch den Ort. Von ihr zweigt die Kirchstraße nach Westen ab. Die Kirche steht nordwestlich dieser Kreuzung auf einem erhöhten Grundstück, das nicht eingefriedet ist, dem Pfarrhaus, Wasserstraße 48, gegenüber.

## Geschichte
Der Chorraum der Kirche entstand um das Jahr 1270; er bildet damit den ältesten Teil der Kirche. Gleichzeitig oder wenige Jahre später entstand die Sakristei. Die Kirchengemeinde vermutet in einem kleinen Kirchenführer, dass auf dem natürlichen Hügel zu einer früheren Zeit eine Kultstätte der Slawen gewesen sein könnte.
Um 1600 wurde eine flache Balkendecke anstelle des Chorgewölbes eingezogen. Das Kirchenschiff wurde am Ende des 15. Jahrhunderts errichtet, vermutlich auch der Kapellenanbau auf der Südseite. Letzterer wurde 1878 durch das heutige Südportal ersetzt. Es diente als Aufgang zu den Emporen. In ihm befindet sich im Jahr 2020 ein Heizraum, ein WC sowie eine kleine Küche.
Der aus Backstein errichtete Kirchturm entstand 1886–1887 nach Plänen des Stralsunder Stadtbaumeisters Ernst von Haselberg. Die Einweihung fand am 6. November 1887 statt. Davor gab es einen Fachwerkturm, der 1723 errichtet und 1885 abgetragen wurde. Im heutigen Turm hängen Glocken aus den Jahren 1447, 1601 (Stralsund, Albrecht Huve) und 1821 (Stralsund, Simon Zach). Der umgebende Friedhof wurde bis in das 19. Jahrhundert für Bestattungen genutzt.
Seit dem Jahr 1997 wird die Turmuhr durch eine Funkuhr angetrieben. Von 1999 bis Juni 2000 wurde wegen des starken Schwammbefalles das Kirchenschiff saniert und das Dach im Bereich des Kirchenschiffes neu gedeckt. Ebenfalls 1999 wurde mit der Sanierung des Südportals und 2002 mit der Sanierung des Kirchturmes und des Innenbereiches begonnen. Diese war 2003 abgeschlossen. 2014 konnte die Sakristei saniert werden. Die Kirche wurde 2001 dem Heiligen Bartholomäus geweiht.

## Ausstattung

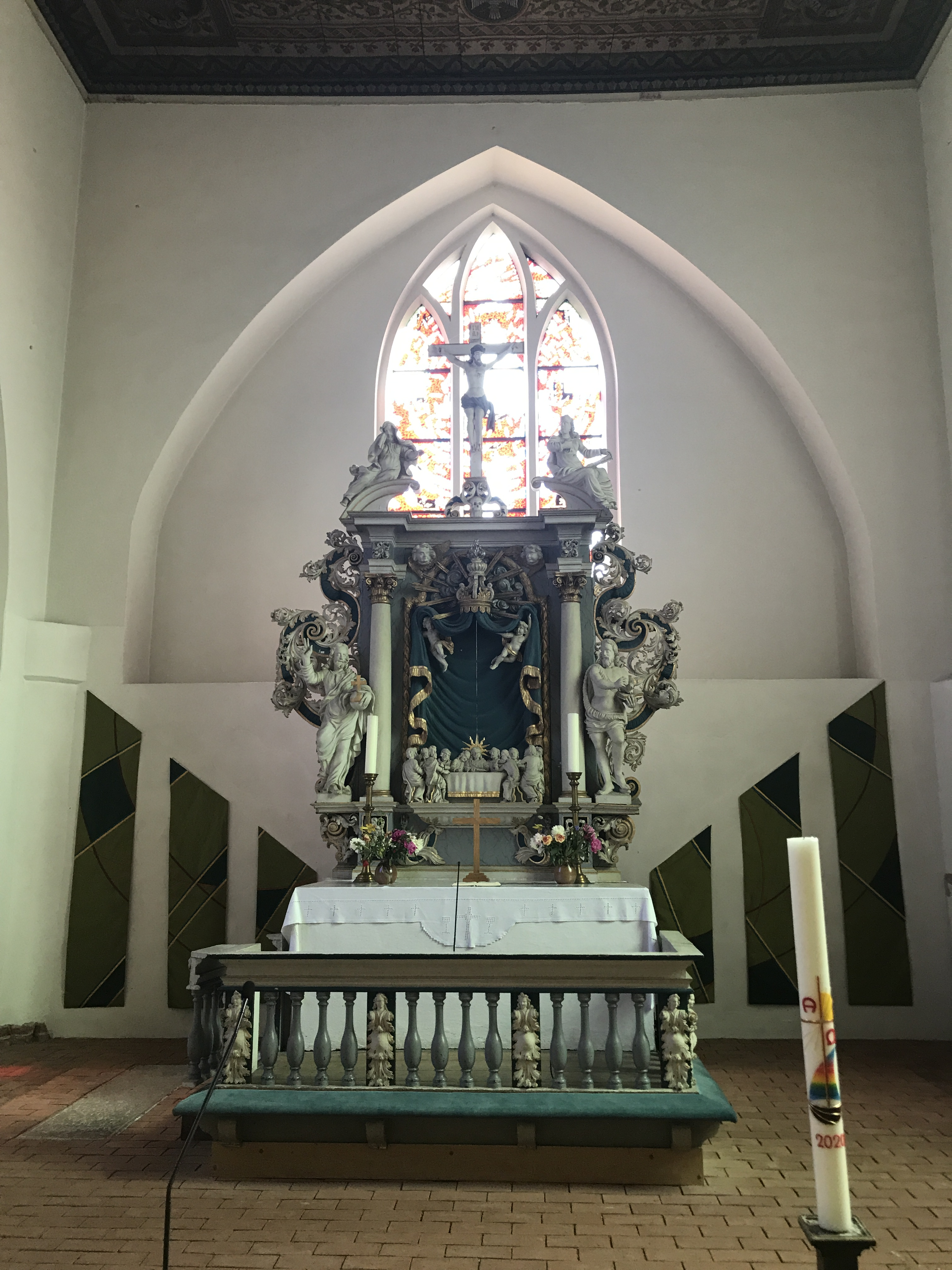
Altar

Der barocke Altar sowie die Kanzel mit ihrem Schalldeckel wurden 1721 bzw. 1719 vom Rostocker Meister Diederich Hartig gefertigt. Malermeister Sellin aus Rostock fertigte die Fassungen. Im hölzernen Altarblatt ist eine vollfigurige, weiß gefasste Abendmahlsgruppe zu sehen, dazu halbplastische Figuren. Auf der linken Seite ist Jesus als Weltenrichter mit der Erdkugel zu sehen; rechts steht Johannes der Täufer mit Bibel und Lamm als Symbol für den unschuldigen Tod Jesu. Der säulenartige Aufbau ist mit Wangen und Akanthus verziert. Oberhalb ist die Kreuzigungsgruppe zu sehen. Die Kanzel wird von einer Engelsfigur getragen und ist mit Moses, Paulus von Tarsus sowie den vier Evangelisten verziert; der Schalldeckel mit einer Strebekrone und Taube als Symbol für den Heiligen Geist.
Weiterhin ist ein Wappenepitaph des Obersts Claus-Ulrich von Schwerin (1624–1681) vorhanden, das 2006 restauriert wurde. Im Altarraum steht die Patronatsbank der Familie von Zanthier aus Pütnitz, die hier das Mitpatronat über die Kirche bis 1945 innehatte. Sehenswert sind auch zwei Kruzifixe, die um 1500 geschaffen wurden. Auf der Südseite befinden sich Wandnischen, die 2002 freigelegt wurden und den Zustand aus der Zeit um 1280 zeigen. Ein Grabstein aus Granit erinnert an die im 18. Jahrhundert verstorbene Magdalena Sibilla von Kossbothen. Im Außenbereich erinnert ein Epitaph an den Pastor Caspar Christoph Collasius, dessen Gattin, Sohn und Schwiegermutter. Er war von 1775 bis 1798 in Damgarten tätig.
Ein 1821 gemaltes Lutherportrait von Simon Wagner, der in Damgarten aufwuchs, wurde 1994 gestohlen.
Der im Jahr 2020 vorhandene Innenraum ist durch die tiefgreifenden Umgestaltungsmaßnahmen in den 1880/1890ern, den 1960ern sowie den 2000ern geprägt. Aus der ersten Phase rührt die Gestaltung der Decken, einst auch die der Wände her. In den 1960ern wurden die Emporen bis auf die Orgelempore entfernt und die Wände grau gestrichen, die Entwürfe lieferte Lothar Mannewitz. Durch die letzte Sanierung kam das Kastengestühl aus dem 18. Jahrhundert in die Dorfkirche Pantlitz und es wurde ein mobiles Gestühl eingebaut. Die Wände wurden geweißt. Weiterhin wurden neue Bleiglasfenster im Kirchenschiff eingebaut. Im Altarraum wurden 2002 drei vom Glaskünstler Thomas Kuzio geschaffene Fenster, die die christlichen Tugenden Glaube, Liebe, Hoffnung (1. Kor 13,13) eingesetzt. 2003 erhielt ein Bartholomäus-Relief (Bronze, Holz) von der Kölner Bildhauerin Chantal Vogt Einzug.

## Orgel
Die Orgel stammt aus dem Jahr 1971 (Firma Sauer, Opus 1955) und ersetzte eine Buchholz-Orgel von 1848, an welcher der Damgartener Pädagoge, Kantor und Komponist Hermann Bendix ab 1887 für mehrere Jahrzehnte wirkte. Die Einweihung fand am 29. August 1971 statt. Die Farbigkeit gestaltete Lothar Mannewitz. Orgeln sind bereits seit 1583 in der Damgartener Kirche belegt. Beim Rückbau der Buchholzorgel 1971 fanden Helfer einen Brief eines Mitarbeiters der Orgelbaufirma Buchholz von 1848. Das Original ist an der Orgel ausgestellt.

## Geläut
Die Kirche verfügt über drei Glocken. Die größte Glocke (von 1447) wurde während des Zweiten Weltkrieges zum Einschmelzen in den Hamburger Glockenfriedhof gebracht. Ihr blieb dieses Schicksal durch das Kriegsende erspart. Die mittlere Glocke stammt aus dem Jahre 1601 (gegossen durch Albrecht Huwe, Stralsund), die kleine aus dem Jahre 1821 (gegossen durch Simon Zach, Stralsund).